# Werner von Walbeck
Werner von Walbeck (* um 980/85; † 13. November 1014 in Allerstedt) war Graf von Walbeck und 1003 bis 1009 Markgraf der Nordmark.
Er war der älteste Sohn des Grafen Lothar der Nordmark und der Godila von Rothenburg (Tochter von Graf Werner I.).
Obwohl Werner beim Tode seines Vaters noch unmündig war, folgte er als Markgraf, Graf im Derlingau und Vogt des Klosters Walbeck. Seiner Mutter gelang es, durch Zahlung von 200 Mark Silber Lehen die Markgrafschaft ihres Gatten ihrem Sohn zu erhalten. Werner verstand es nicht, das gute Verhältnis seines Vaters zu Heinrich II. zu pflegen.
Er war mit Liudgard, der Tochter des Markgrafen Ekkehard I. von Meißen, verlobt. Als dieser ihm seine Tochter verweigerte, entführte er sie 998 aus dem Stift Quedlinburg. Auf Drängen des Brautvaters musste er sie jedoch wieder zurückgeben, was zu einer erbitterten Feindschaft führte. Die Hochzeit fand erst nach Ekkehards Tod im Jahre 1002 statt. Werner stand in der Folgezeit in Opposition zu Kaiser Heinrich II., zu dessen Familie, den Ottonen, auch die Äbtissin des Stiftes in Quedlinburg, Mathilde, gehörte. Mathildes Urteil hatte sich Werner wegen des Brautraubs unterwerfen müssen.
Er erschöpfte sich wie sein Vater weitgehend in verheerenden und sinnlosen Fehden, wobei es um Besitz- und Nachfolgefragen in der Nordmark ging, und stand dabei besonders gegen die Schwäger in Meißen und den Markgrafen Dedo I. von Wettin-Merseburg.
Im Jahr 1005 nötigte er im Frieden von Werben (erste Nennung als „Castrum Wirbeni“) die Wenden zur Anerkennung der deutschen Herrschaft.
Juni 1009 verklagte Dedo I. ihn beim König und versuchte, ihn um Amt und Würden zu bringen. Am 13. November 1009 ermordete er Dedo I., nachdem dieser seine Burg Wolmirstedt eingeäschert hatte. Heinrich nahm die Gelegenheit wahr, ihm dann auf dem Hoftag zu Pöhlde sowohl die Markgrafschaft Nordmark als auch die dazugehörenden Lehen abzusprechen. Dedos I. Bruder Friedrich I. von Wettin-Eilenburg erhielt die Grafschaft im nördlichen Hassegau; sein Sohn Dietrich I. die Lehen, einschließlich des Burgwarts Zörbig.
Anno 1012 starb Liutgard. Ein Jahr darauf wurde er der landesverräterischen Beziehungen zum polnischen König und böhmischen Herzog Boleslaus I. gegen den Kaiser verdächtigt. Als er der Aufforderung des Kaisers, vor ihm zu erscheinen, nicht nachkam, verfiel er der Acht, aus der er sich unter Einsatz von Geld und Allod löste. 1014 versuchte er, wie schon einst in Quedlinburg, eine Braut zu entführen, um sie zur Ehe zu zwingen, diesmal Reinhilde, vermutlich eine Tochter des Sachsenherzogs Hermann Billung, aus der Burg Beichlingen. Sein Vetter Bischof Thietmar von Merseburg schildert die Ereignisse in seiner Chronik. Werner von Walbeck zog sich bei den Kämpfen im Rahmen dieses abenteuerlichen Unternehmens eine schwere Verwundung zu, der er kurz darauf auf der Burg Allerstedt erlag, nachdem ihn Abgesandte des Kaisers in Wiehe verhaftet hatten, um ihn vor das kaiserliche Gericht zu bringen. Thietmar ließ ihn in der Stiftskirche Walbeck beisetzen.